# ARCADIS
ARCADIS este o companie internațională de consultanță, proiectare și inginerie, cu sediul central în Olanda.
Este a treia companie ca mărime din Europa care asigură servicii de consultanță, inginerie și management în domeniile infrastructurii, mediului și imobilelor.
Compania are 13.500 angajați și a înregistrat în 2007 venituri brute de 1,5 miliarde de euro.